# 金丸事件

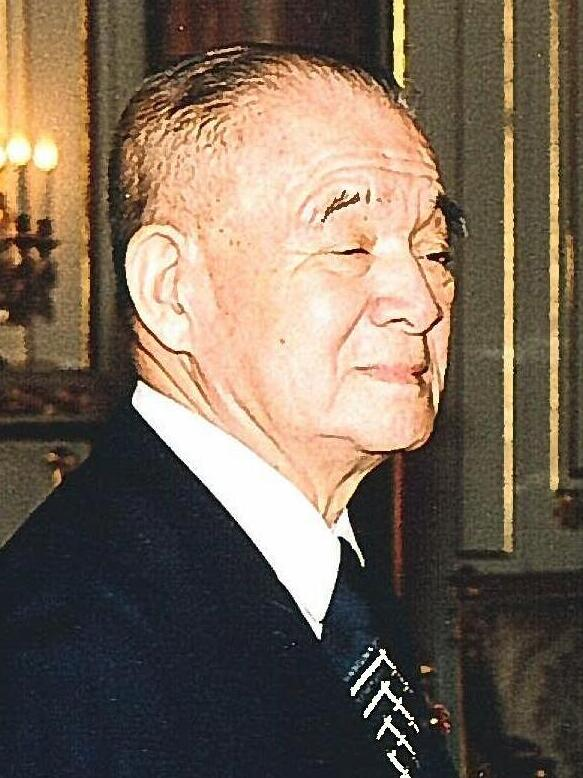
金丸信（1992年4月）

金丸事件（かねまるじけん）とは、1992年（平成4年）以降に発覚した自由民主党所属の衆議院議員・金丸信が関与した事件。

## 概要
1992年夏から1993年春にかけて、金丸信のカネ絡みの刑事事件に発展した。金丸事件は狭義では「脱税事件」のみを指すが、広義では「脱税事件」だけでなく「政治資金規正法違反事件」を含む。記事では両方に関して記述する。

### 政治資金規正法違反事件
1992年8月22日、『朝日新聞』の報道により東京佐川急便事件に絡んで東京佐川急便から5億円の闇献金が発覚した。同年8月27日に自民党本部で緊急記者会見を行い、副総裁職の辞任を表明し、事態の収拾を図った。5億円受領の時期について朝日新聞の報道では1989年6月なら公訴時効が成立しているが、金丸の会見では1990年初旬としており、公訴時効が成立していなかった。ただし、当時は政治家本人に対する政治資金の寄附自体が禁止されておらず、政治家個人への寄附の量的制限として20万円以下の罰金刑が設けられているだけあった。
東京地方検察庁特別捜査部は金丸に事情聴取のための出頭を求めたが、金丸はこの要請に応じずに政治資金規正法違反を認める上申書を提出するにとどまった。結局、特捜部は金丸に事情聴取せず、1992年9月28日に同法違反で略式起訴した。翌29日に金丸は東京簡易裁判所から罰金20万円の略式命令を受けた。
逮捕もなく事情聴取すらせず、5億円の闇献金に対する刑罰が、わずか罰金20万円というこの決着に、地検は国民から凄まじい批判を受け、同日に千代田区霞が関にある検察庁の表札には、黄色いペンキがかけられた（検察庁の表札にペンキをかけた千葉市の会社役員の40代の男は器物損壊罪で起訴され、1993年5月10日に東京地裁で懲役3カ月執行猶予2年の有罪判決が言い渡された）。当時、札幌高等検察庁検事長だった佐藤道夫が『朝日新聞』に検察の対応を批判する読者投稿をし、異例ともいえる身内の検察からも批判的な意見が公にでた。刑罰の軽さに批判が大きく、こうした世論の反発の強さから、金丸は10月14日に衆議院議員の辞職願を提出し、10月21日付で辞職した。竹下派会長も辞任した。
金丸の記者会見は、綿貫民輔自民党幹事長の外遊中に行われただけでなく、竹下派経世会の佐藤守良事務総長が独断で仕切って行われたものであった。当時、同党総務局長を務めていた野中広務はこの日、党の事務処理のために党本部に出勤していて副総裁室の在室ランプが点いていることに驚き、事情を尋ねると『佐川急便問題に関する（金丸）副総裁の緊急記者会見が行われる』ことを知った。野中は直ちに副総裁室に駆け込み、金丸と佐藤に「（綿貫）幹事長不在で、（副総裁の進退に関わる）記者会見をやるのはおかしいではないか。中止してもらいたい」と迫ったという。
しかし、記者会見は行われ、宮澤喜一政権に大きな衝撃を与えることになった。佐川問題における竹下派内の対応は、裁判で徹底的に戦うことを主張した小沢一郎に対し、竹下側近の梶山静六は略式起訴での決着を主張するなど、二分する形となった。小沢戦略なら論理は一貫しているが長期的な体力が必要で、党のイメージダウンも長く続くことになり、梶山戦略は短期で決着がつくように見えた。しかし、結果的に両者とも世論の動きを読みきれていなかった。結局、対応に小沢、梶山の二股をかけたことにより両者の対立は決定的なものになり、派閥は分裂へと進んでいった。

### 脱税事件
一方、東京国税局は、1991年に金丸の妻が死亡した際に受け取った遺産に着目、日本債券信用銀行（現:あおぞら銀行）の割引金融債「ワリシン」の一部が、確定申告されていないという事実を突き止めた（日債銀では、金丸を“蟷螂紳士”のコードネームで呼び、国税庁の税務調査に協力していた）。1993年3月6日、東京地方検察庁特別捜査部は金丸信と第一秘書Iを任意に呼び出して聴取を行い、同日に脱税容疑で逮捕した。後に、自宅へ家宅捜索を行ったところ、数十億の不正蓄財が発覚する。捜索の中、時価1千万円相当の金の地金が発見された。“金丸が訪朝の際、金日成から受領した無刻印のもの”と風評され、日朝首脳会談が行われる約三か月前の2002年平成14年6月12日の第154回国会での外務委員会第19号では北朝鮮を巡る国際情勢に関する参考人として出頭した佐藤勝巳は金丸が国税庁の強制捜査を受けその様子が放映される一か月ぐらい前に金丸先生に非常に近い国会議員から「金丸先生から、実はこれは金日成さんからもらってきた金の延べ棒だ」と言われて一枚を見せられた体験を語り、あの金の延べ棒には刻印がないんですと続けて話した。後年には実際には刻印のあるフォーナイン（純度99.99%の金）であったとされる。これらは建設会社からの闇献金を金丸が個人的に蓄財したものが原資になっていると検察当局に判断された。
検察は金丸が1987年から1989年にかけて約18億4230万円の所得を隠し、10億3775万円を脱税したとされた（1987年と1989年は金丸単独の犯行、1988年は金丸と第一秘書Iとの共同の犯行とされた）。また第一秘書Iは1987から1991年までに自分の所得を約6億972万円を隠し、約3億760万円を脱税したとされた。第一秘書Iは脱税で得た資金で株券やゴルフ会員権を自己名義で購入していた。
金丸は捜査段階では罪を認めていたが、保釈後は「政界再編のための資金」として無罪を主張するようになった。だが、金丸の体調は持病の糖尿病により悪化し、左目は白内障によりほぼ失明しながらも、最後まで刑事裁判を続けるつもりで1ヶ月に1度から2度、裁判のために甲府市から東京地方裁判所へ通っていた。しかし、金丸のあまりの体調の悪化を心配する家族の申し出により、1996年3月21日に公判は停止し、その1週間後の3月28日に、金丸は脳梗塞で死去し、公訴棄却となった。
第一秘書Iの刑事裁判では、金丸との共謀部分については全て有罪と認定、I個人の脱税について一部は検察の立証が不十分として脱税認定額について約3500万円減額するものの約2億7248万円の脱税を認定し、懲役2年4ヶ月執行猶予4年罰金7000万円の判決が言い渡された。また、東京国税局は公訴時効が成立したが課税処分できる1986年について約15億円の所得隠しがあったとし、1993年に1986年から1989年までの総額33億円の所得隠しについて重加算税を含む約27億円を、金丸の相続人に対して追徴課税した。
脱税事件に絡んで関係先から押収した資料が後にゼネコン汚職事件の捜査に繋がることになった。